# Cartoon Network (Italia)
Cartoon Network è un'emittente televisiva, a pagamento italiana per bambini e ragazzi, nata Il 31 luglio 1996.
Edito da Warner Bros. Disovery Italia,  il canale ha le sue origini in seguito al lancio di massa del feed paneuropeo di Cartoon Network nel settembre 1993.
Gli speaker ufficiali, di Cartoon Network, sono Andrea Piovan dal 1996 al 2004, Paolo Monesi, Lorenzo Scattorin dal 2013 e Gianluca Iacono dal 2016.

## Storia

### Anni 1990
Dopo il lancio del feed paneuropeo Cartoon Network Europe, distribuito dal Regno Unito, il 17 settembre 1993, la rete distribuiva le proprie tracce audio in 34 Paesi europei, tra cui l'Italia, entro fine 1994. Il canale, raggiungibile via satellite, includeva 14 ore di programmazione in lingua originale di serie animate per bambini e altre 10 ore destinate ai lungometraggi.
Il 30 giugno 1996, Cartoon Network viene presentato per la prima volta come programma contenitore di TMC 2, condotto da Emanuela Panatta e Beppe Rispoli. Il blocco è andato in onda ufficialmente dal giorno dopo, trasmettendo tutte le sere dalle 19.45 alle 20.45 con una programmazione composta prevalentemente dagli archivi Hanna-Barbera e talvolta da quelli Warner Bros. Television e Metro-Goldwyn-Mayer. I programmi sono stati trasmessi anche su Telemontecarlo la mattina, mentre la domenica andava in onda nel pomeriggio con un appuntamento speciale. Durante la trasmissione, il blocco aveva una media del 4,00 - 4,50% di share la mattina e del 6,00% la sera, con circa 200-300 telespettatori complessivi, dati superiori alla media di rete.
Il 31 luglio 1996, la Turner Broadcasting System Italia, seguita dal direttore responsabile Luca Simoni, presenta il canale all'interno dei bouquet a pagamento di TELE+ Digitale e Stream TV, trasmettendo inizialmente 14 ore al giorno in lingua originale. In Svizzera il canale italiano è stato fornito da Cablecom Ticino. A partire dal 1º settembre 1997, Cartoon Network ha iniziato a presentare piccola parte della programmazione in italiano, includendo i Cartoon Cartoons. Successivamente sono state aumentate le ore di trasmissione giornaliere, dedicando più spazio alle serie doppiate.

### Anni 2000
Nell'aprile 2000 viene aperto il sito italiano ufficiale di Cartoon Network. In estate, il vicepresidente esecutivo Jaime Ondarza diventa il nuovo direttore marketing e New Media Development della Turner Broadcasting System Italia, con lo scopo di seguire la start-up italiana delle attività di marketing, commerciali e di comunicazione di Cartoon Network.
In seguito al passaggio da Telemontecarlo a LA7, Il blocco di Cartoon Network è stato riproposto dal 2001 al 2004 col nome Cartoon Network Week-end e in seguito Cartoon CARTOON, condotto solo dalla Panatta. In quel periodo, il canale è stato reso disponibile anche con Turbo Web nel pacchetto Tin.it Family di Virgilio.
Il 31 luglio 2003, in seguito alla fusione tra TELE+ e Stream TV il canale approda su Sky Italia. Nello stesso giorno, nacque Cartoon Network +1, che trasmette la stessa programmazione di Cartoon Network un'ora in avanti. Il canale ha contribuito, insieme a Boomerang, alla diffusione e al successo di Sky rappresentando uno dei contenuti più apprezzati dagli spettatori della piattaforma, insieme a CNN.
Nel 2004, Turner Broadcasting System ha partecipato con Wind al lancio dell'i-mode in Italia, chiudendo un accordo, il primo al mondo, per la distribuzione di Cartoon Network su mobile TV.
Nel febbraio 2006, Medita e Neo Network, partner del canale per la gestione dei servizi multimediali e web, hanno collaborato all'ideazione della community Cartoon Network Gang. Accessibile dal sito ufficiale di Cartoon Network, la community dava la possibilità di accedere al palinsesto, elencato da Medita, e ad un megazine online fornito da Neo Network.
L'11 settembre 2006, su modello di quanto accaduto per alcune versioni estere del canale, Cartoon Network ha cambiato logo, sperimentando inoltre una grafica 3D per i promo.
Dall'8 dicembre 2008, il canale è stato disponibile anche su Mediaset Premium, all'interno del pacchetto Premium Fantasy.

### Anni 2010
Il 29 novembre 2010 Cartoon Network ha cambiato logo e grafiche, uniformandosi così alla versione americana.
Il 16 settembre 2015, Cartoon Network ha definitivamente adottato lo standard televisivo 16:9, completando la transizione iniziata negli anni precedenti.
Il 28 novembre 2016, il canale passa in alta definizione al canale 607, in esclusiva per gli abbonati Sky Italia con pacchetto Sky HD attivo, mentre la versione in definizione standard SDTV passa al canale 670. Quest'ultima ha cessato le trasmissioni a dicembre 2020 per la dimissione dei vecchi Sky Box SD.
Dal 4 al 12 febbraio 2017, Cartoon Network +1 si è trasformato in Cartoon Network Lego® Days, uno spazio interamente dedicato alle serie animate e ai film TV targati Lego. Tale iniziativa si è ripetuta dal 27 ottobre al 4 novembre 2018 e dal 18 al 27 ottobre 2019.
Il 1º giugno 2018, Cartoon Network viene eliminato da Mediaset Premium.

### Anni 2020
Dal 1º maggio 2020 il canale è visibile insieme a Boomerang su Now TV, in sostituzione a Disney Channel e Disney Junior che sono passati nella piattaforma streaming Disney+.
Da marzo 2020, con la dimissione degli Sky Box Sd il canale è visibile esclusivamente in HD sul satellite; tuttavia la versione SD del canale continua ad essere disponibile in streaming su Sky Go.
Il 15 dicembre 2020 la versione SD del canale viene rimossa da Sky Go, cessando così di esistere definitivamente.
Dal 4 al 14 marzo 2021, Cartoon Network +1 ha dedicato la sua programmazione alla serie animata We Bare Bears - Siamo solo orsi e Siamo solo orsi - Il film.
Il 15 marzo dello stesso anno, Cartoon Network ha lanciato la campagna "#ioSonoDiverso" per celebrare la diversità attraverso quattro cortometraggi presentati da altrettanti testimonial: il cantautore Francesco Gabbani, la calciatrice Sara Gama, la conduttrice Andrea Delogu e lo youtuber CiccioGamer89. I corti sono stati animati dagli youtuber Sio e Fraffrog e sono stati trasmessi dal 15 marzo al 14 giugno 2021, accompagnati dai personaggi di Steven Universe, The Powerpuff Girls, Lo straordinario mondo di Gumball, Adventure Time e We Bare Bears - Siamo solo orsi. Prima della messa in onda dei corti, Cartoon Network ha rivelato l'arrivo di altre clip animate per un'altra campagna targata "Be a Buddy not a Bully", volta a sensibilizzare i ragazzi sul tema del bullismo, che sono stati trasmessi dal luglio 2021.
In seguito all'inziativa NowForTheKids di Sky, alcuni programmi dei canali per bambini come Cartoon Network sono stati resi disponibili dal 21 aprile 2022 anche in lingua ucraina o sottotitolati sul servizio di streaming Now per i bambini ucraini rifugiati in Italia a causa della guerra. A giugno, Cartoon Network ha concluso un progetto di riqualificazione di tre aree verdi di Milano, Firenze e Napoli, rispettivamente: il giardino dei desideri, giardino Cubattoli e il frutteto del parco Viviani. Il progetto ha incluso la riqualifica del verde e delle aree gioco, la piantumazione di alberi, la realizzazione di sedute e impianti che possano facilitare l’aggregazione e i percorsi educativi e la decorazione di aree e muri con i personaggi della rete. In occasione del 30º anniversario della rete è stato organizzato un evento speciale a Roma il 27 dicembre 2022, durante il quale è stato realizzato uno spettacolo di luci con i droni che raffiguravano i personaggi delle serie Leone il cane fifone, Le Superchicche, Ben 10, Adventure Time, Lo straordinario mondo di Gumball, We Bare Bears - Siamo solo orsi e Il principe Ivandoe, accompagnati dalle musiche delle suddette serie.
Nel 2024, il Carnevale di Viareggio ha ospitato Cartoon Network e Boomerang presentando i carri allegorici di alcune serie quali Lo straordinario mondo di Gumball, Teen Titans Go!, We Baby Bears - Siamo solo baby orsi, Batwheels, Tom & Jerry e Scooby-Doo.

## Palinsesto

### Blocchi

#### Toonami
Il blocco di programmazione Toonami, incentrato sugli anime e le serie animate d'azione americane, è stato trasmesso in Italia all'interno di Cartoon Network dal 31 luglio 2003, col debutto del canale insieme alla piattaforma Sky Italia. Il blocco è stato chiuso nel 2010.

#### Adult Swim
In seguito all'apertura del sito ufficiale italiano del blocco, Cartoon Network ha annunciato l'arrivo imminente di Adult Swim, prima in rete poi in televisione, nel maggio 2009. Il sito ha pubblicato clip in italiano di Robot Chicken, sponsorizzando varie serie provenienti dal blocco originale. Il sito ufficiale è stato chiuso verso fine 2009. Jaime Ondarza, assistente di Turner Broadcasting System Italia ed allora direttore del canale televisivo Boing, ha successivamente confermato che Cartoon Network non avrebbe mai lanciato un blocco Adult Swim in Italia a causa dei contenuti considerati "troppo espliciti".

### Contenitori
- Good Morning Cartoon Network
- Cine Cartoon
- Risa Toon
- Risa Toon Natale
- Risa Toon Carnevale
- Risa Toon Estate
- Risa Toon Non Stop
- Double Fun
- Triple Fun
- WakeUP!
- Weekend Power Maratone
- Fan Zone

### Programmi attualmente in onda

#### Serie animate in prima visione
- Craig
- Teen Titans
- Lo straordinario mondo di Gumball
- Teen Titans Go!
- We Baby Bears - Siamo solo baby orsi

### Programmi non più in onda

#### Serie animate in prima visione
- 2 cani stupidi
- Alieni pazzeschi
- Animaniacs
- Atomic Betty
- Apple e Onion
- B-Daman
- Bakugan
- Batman of the Future
- Be Cool, Scooby-Doo!
- Ben 10
- Ben 10 (serie animata 2016)
- Ben 10 - Forza aliena
- Ben 10: Omniverse
- Ben 10: Ultimate Alien
- Best Ed
- Beyblade
- Blue Dragon
- Brutti e cattivi
- Camp Lazlo
- Casper - Scuola di paura
- Chowder - Scuola di cucina
- Clarence
- Classe 3000
- Corneil e Bernie
- Dragon Ball Super
- Dream Team
- Duel Masters
- Doraemon (serie animata 1979)
- Duck Dodgers
- Ed, Edd & Eddy
- Face Academy
- Flor - Speciale come te
- Football Dream
- Freakazoid!
- Frog
- Fullmetal Alchemist
- Jade Armor
- Generator Rex
- George della giungla
- Gormiti Nature Unleashed
- Gli acchiappamostri
- Gli amici immaginari di casa Foster
- Gli Astromartin
- Happy Lucky Bikkuriman
- Hector Polpetta
- Hero 108
- Hero Inside
- Hi Hi Puffy Ami Yumi
- I fantastici fratelli Adrenalini
- I fantastici quattro
- I favolosi Tiny
- I Fungies
- I gemelli Cramp
- Il cane Mendoza
- Il criceto spaziale
- Il laboratorio di Dexter
- Il mondo segreto di Alex Mack
- Il principe Ivandoe
- Io sono Donato Fidato
- Jimmy fuori di testa
- Johnny Bravo
- Juniper Lee
- The Secret Saturdays
- Justice League
- Keroro
- La famiglia Addams
- La squadra del tempo
- Le meravigliose disavventure di Flapjack
- Le Superchicche
- Le tenebrose avventure di Billy e Mandy
- LEGO Ninjago
- LEGO Ninjago: La rivolta dei draghi
- Leone il cane fifone
- Loonatics Unleashed
- Lunga vita ai reali
- Mao Mao e gli eroi leggendari
- Max Steel
- Megas XLR
- Mighty Magiswords
- Mike, Lu & Og
- Mucca e Pollo
- My Giant Friend
- My Spy Family
- ¡Mucha Lucha!
- Nome in codice: Kommando Nuovi Diavoli
- OK K.O.!
- Over the Garden Wall - Avventura nella foresta dei misteri
- Ovino va in città
- Paradise Kiss
- Perché a me?
- Pinky, Elmyra & the Brain
- Polli Kung Fu
- PPG Z - Superchicche alla riscossa
- Quella scimmia del mio amico
- Regular Show
- Robotboy
- Samurai Jack
- Scemo & più scemo
- School Rumble
- Scooby Doo
- Scuola media Rinoceronte Volante
- Shin Chan
- Squirrel Boy
- Static Shock
- Staraoke
- Star Wars: Clone Wars
- Steven Universe Future
- Summer Camp Island - Il campeggio fantastico
- Sym-Bionic Titan
- Teen Angels
- Teen Titans
- Tex Avery Show
- The Powerpuff Girls
- Thundercats
- Titeuf
- Transformers Cybertron
- Transformers Energon
- Victor e Valentino
- Virus Attack
- Wacky Races
- Wakfu
- We Bare Bears - Siamo solo orsi
- What a Cartoon!
- Yo-kai Watch
- Young Justice
- Xiaolin Showdown
- Zatch Bell!

## Prodotti
- Cartoon Network Magazine (2002) - Panini Comics
- Cartoon Network - Album di figurine (2003) - Panini
- Gli Ovetti di Cartoon Network (2005) - Dolci Preziosi
- Cartoon Network Sticker Album (2012) - Preziosi Collection
- Cartoon Network Originals (2012) - Granarolo

## Loghi

31 luglio 1996 - 10 settembre 2006
11 settembre 2006 - 28 novembre 2010
In uso dal 29 novembre 2010